# Marmosops impavidus
Marmosops impavidus är en pungdjursart som först beskrevs av Johann Jakob von Tschudi 1845. Marmosops impavidus ingår i släktet Marmosops och familjen pungråttor. IUCN kategoriserar arten globalt som livskraftig. Inga underarter finns listade.
Arten når en kroppslängd (huvud och bål) av 12,5 till 15,0 cm, en svanslängd av 15,5 till 18,7 cm och en vikt av 36 till 45 g. Bakfötterna är 1,9 till 2,2 cm långa och öronen är 2,1 till 2,3 cm stora. På ryggens topp är pälsen mörkbrun och den blir ljusare gråbrun fram till kroppens sidor. Ett band av hår som är gråa nära roten och ljusbruna vid spetsen skiljer de gråbruna sidorna från den krämfärgade buken. Påfallande är svartaktiga ringar kring ögonen. Hos Marmosops impavidus är svansens undersida tydlig ljusare än ovansidan.
Pungdjuret förekommer i nordvästra Sydamerika från västra Venezuela över Colombia, Ecuador och Peru till nordvästra Bolivia och möjligen även i angränsande regioner av Brasilien. Arten vistas där i bergstrakter som är minst 1 500 meter höga. Habitatet utgörs av fuktiga skogar. Individerna är aktiva på natten och äter insekter samt frukter.
Arten klättrar vanligen i träd men den besöker ibland marken.